# Independence Fjord
Der Independence Fjord ist ein grönländischer Fjord im Nordost-Grönland-Nationalpark. In der Region um den Fjord wurden Spuren zweier paläoeskimoischer Kulturen gefunden, die nach dem Fjord benannt wurden.

## Geografie

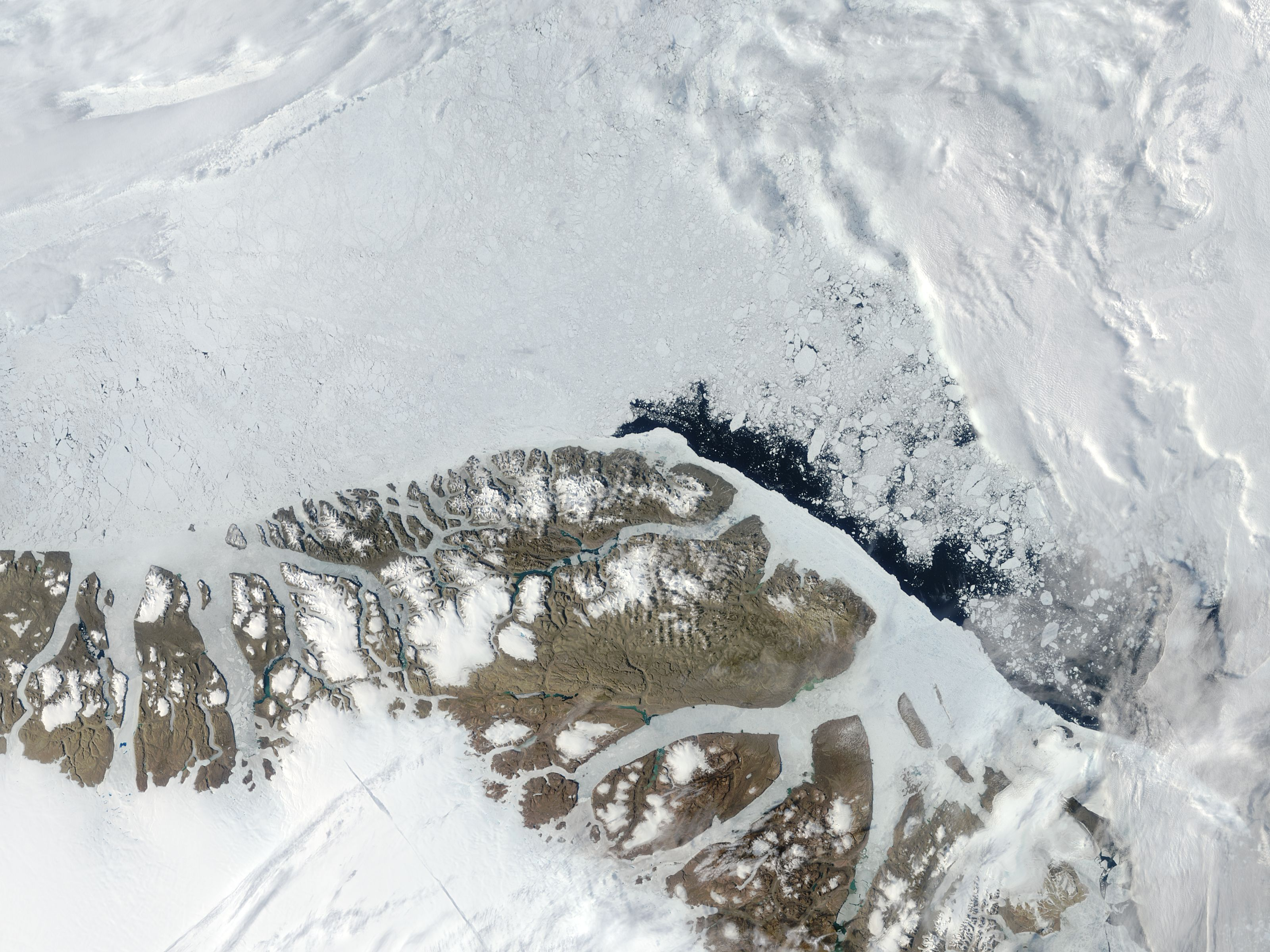
MODIS-Satellitenbild von Nordgrönland mit dem Independence Fjord

Der Independence Fjord liegt in Nordostgrönland. Er entspringt am Academy Gletsjer zwischen Vildtland und Academy Land und fließt von dort aus nach Norden. Nach etwa 20 km fließt von Westen der Marie Sophie Gletsjer zu. Auf dieser Höhe liegt die Inselgruppe Lyngeholme. Anschließend biegt der Fjord nach Nordosten ab. Nach etwa 70 km zwischen Heilprin Land im Norden und Ubberup Land im Süden fließt von Süden der einer Bucht ähnelnde Astrup Fjord zu, von Norden hingegen der längere Jørgen Brønlund Fjord. Mit mehr und mehr östlicher Ausrichtung verläuft der Fjord anschließend zwischen Melville Land im Norden und J. C. Christensen Land im Süden. Nach etwa 150 km fließt der große Hagen Fjord zu. Anschließend verbreitert sich der Fjord so stark, dass seine Mündung in die Wandelsee des Arktischen Ozeans schwer zu identifizieren ist. Die Gesamtlänge beträgt in etwa 200 km.

## Geschichte

### Urgeschichte

Verbreitungsgebiet der Independence-I- und Independence-II-Kulturen um den Independence Fjord

Der Independence Fjord ist Namensgeber für die Independence-I-Kultur, deren Angehörige ab etwa 2500 v. Chr. in der Gegend lebten. Am Independence Fjord selbst sind jedoch nur archäologische Überreste eines einzelnen Wohnplatzes gefunden worden, während das Zentrum der Kultur im nördlich zufließenden Jørgen Brønlund Fjord und dem dahinterliegenden Wandel Dal zu finden ist. Ab etwa 1800 v. Chr. verschwand die Kultur in der Gegend, wie Datierungen von den Knochen erlegter Moschusochsen zeigen.
Von etwa 800 v. Chr. bis 400 v. Chr. lebte die ebenfalls nach dem Fjord benannte Independence-II-Kultur in der Gegend, die ihren Schwerpunkt aber nicht hier, sondern weiter südlich in Nordostgrönland hatte. Datierungen zeigen, dass sie wie die Independence-I-Kultur nach Süden abgewandert ist.
Erst um 1300 war die Gegend um den Independence Fjord, vor allem das Wandel Dal, wieder besiedelt, diesmal von der Thule-Kultur, die aus dem Westen kam und die Gegend nach 200 Jahren wieder verließ, um erneut die Ostküste entlang nach Süden zu ziehen.

### Entdeckung und Erforschung

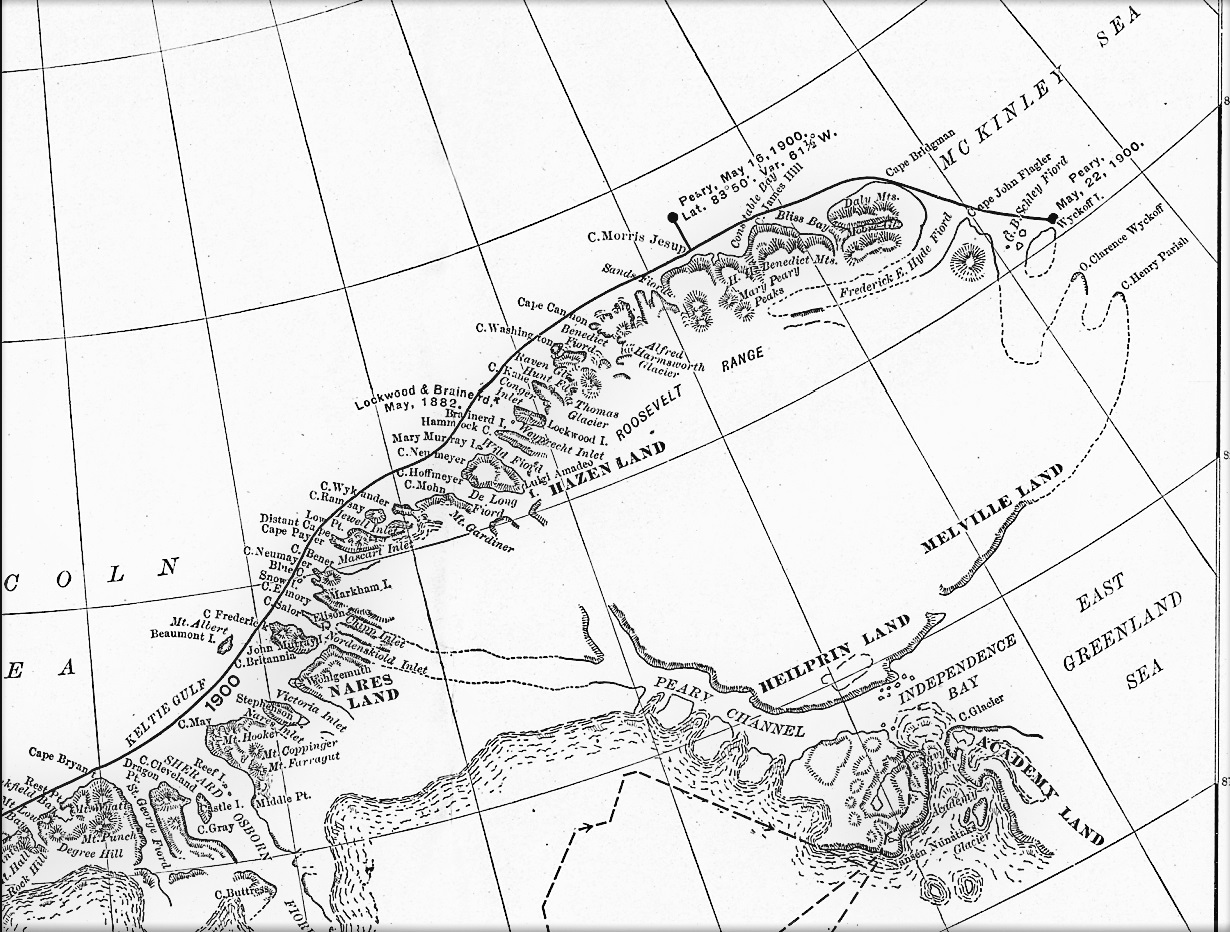
Robert Edwin Pearys Karte von 1903 mit der Independence Bay

Die neuere Geschichte des Independence Fjords beginnt mit der Entdeckung durch Polarforscher im Jahr 1892. Der US-Amerikaner Robert Peary erreichte das Gebiet erstmals am 4. Juli 1892 mit dem Norweger Eivind Astrup. Er hatte das Inlandeis durchquert und stand am Academy Gletsjer und schaute nordwärts. Da im Westen der Marie Sophie Gletsjer zufließt, den Peary jedoch nicht sehen konnte, dachte er, er stände an einer Bucht, die er anlässlich des Datums, des Independence Day, Independence Bay benannte. Er ging davon aus, dass der Fjord, auf den er sah, sich nach Westen hin fortsetzen und in Nordgrönland wieder ins Meer münden würde, was zur falschen Annahme führte, Peary Land sei eine Insel, die durch den Pearykanal vom Rest Grönlands getrennt sei.

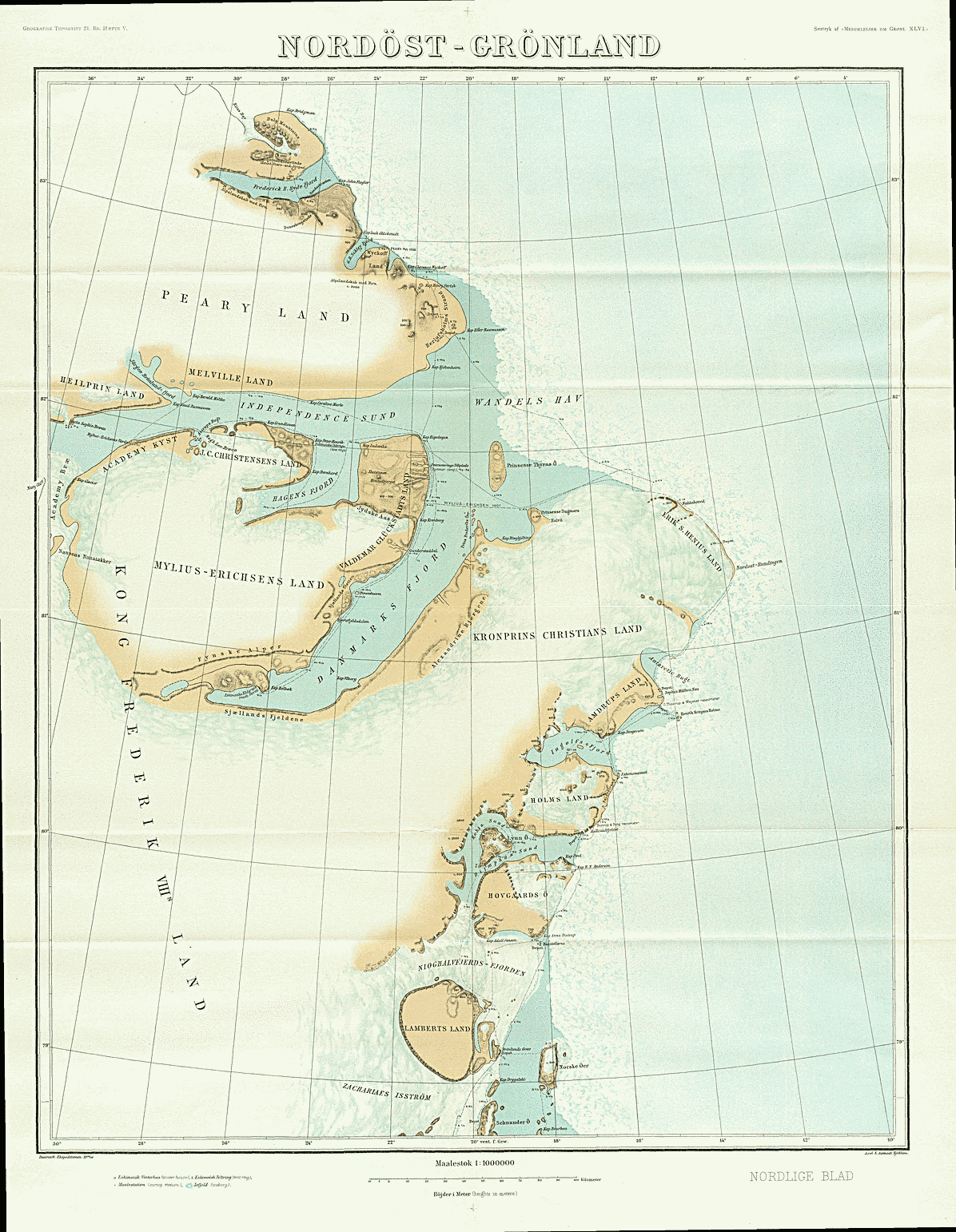
Johan Peter Kochs Karte von 1911 mit dem Independence Sund

Erst während der von Ludvig Mylius-Erichsen geleiteten Danmark-Expedition (1906–1908) wurde die Nichtexistenz des Kanals bewiesen. Da Mylius-Erichsen auf dem Rückweg ins Basislager Danmarkshavn ums Leben kam, wurde seine Entdeckung zunächst nicht bekannt. Auf der vom Expeditionsmitglied Johan Peter Koch erstellten Karte des Gebiets ist deshalb ein Independence Sund, also eine Meeresstraße, verzeichnet. Erst 1910 entdeckte Ejnar Mikkelsen am Danmark Fjord in einem Steinmann eine aus dem Jahr 1907 stammende Notiz Mylius-Erichsens, in der die Existenz des Pearykanals verneint wurde. 1912 kam die Nachricht nach Europa, und der Independence Fjord wurde fortan als solcher anerkannt.

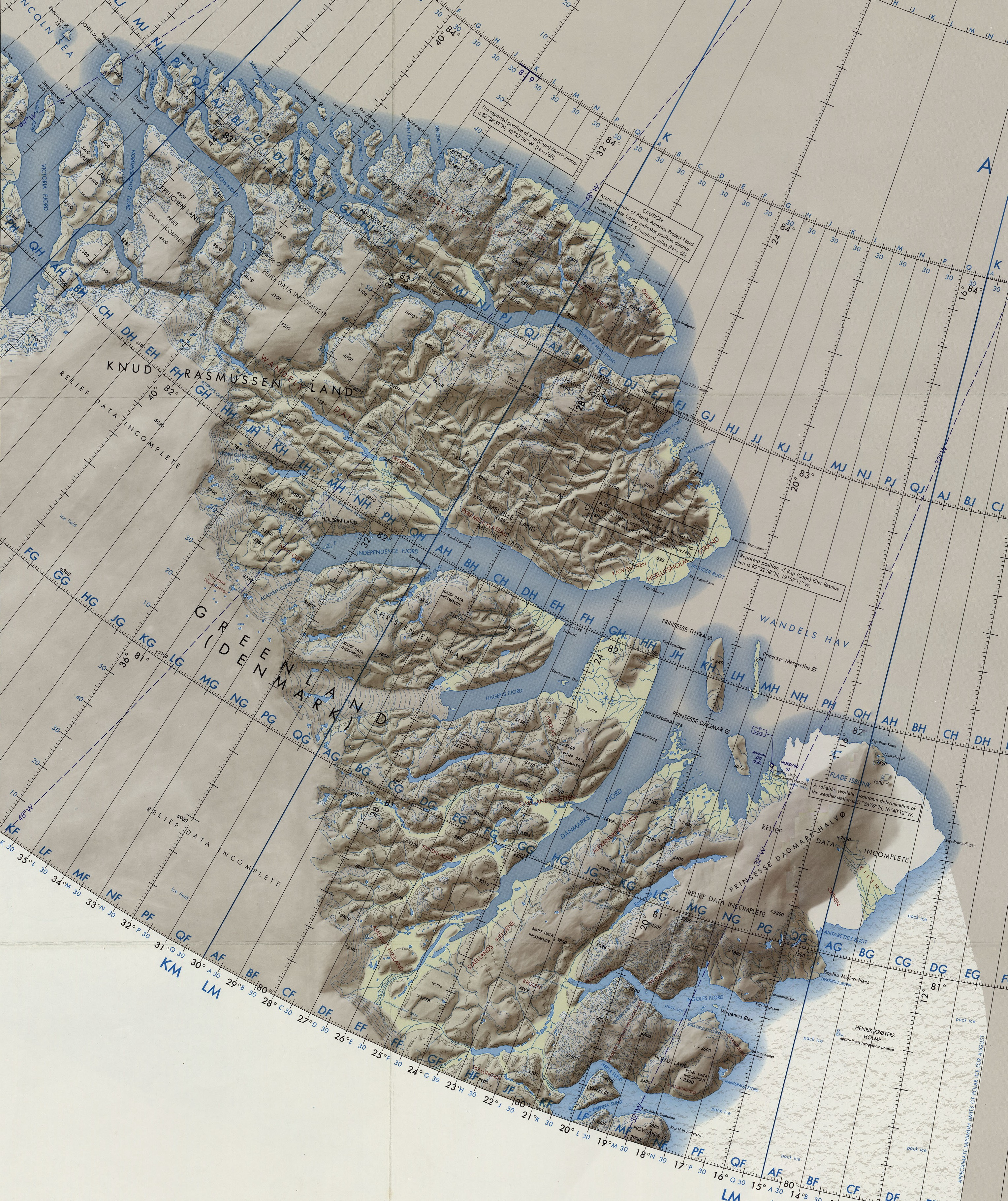
Karte von Nordgrönland mit dem Independence Fjord

Christian Bendix Thostrup (1876–1945), ein Teilnehmer an der Danmark-Expedition, veröffentlichte 1911 den ersten umfangreichen Bericht über die gefundenen Spuren menschlicher Besiedlung. Weitere wichtige Expeditionen in die Region waren Knud Rasmussens Erste Thule-Expedition 1912, die Jubiläumsexpedition 1920–1923 mit der Umrundung Peary Lands durch Lauge Koch und die Dänische Peary-Land-Expedition 1948–1949, die von Eigil Knuth geleitet wurde.